# Akuapim-Mampong
Akuapim-Mampong est une ville du district d'Akuapim Nord de la région orientale du Ghana . Il partage des frontières avec Mamfe Akuapem (en) . Il est célèbre pour être le premier endroit où le cacao a été planté au Ghana par Tetteh Quarshie (en) , .

## Histoire

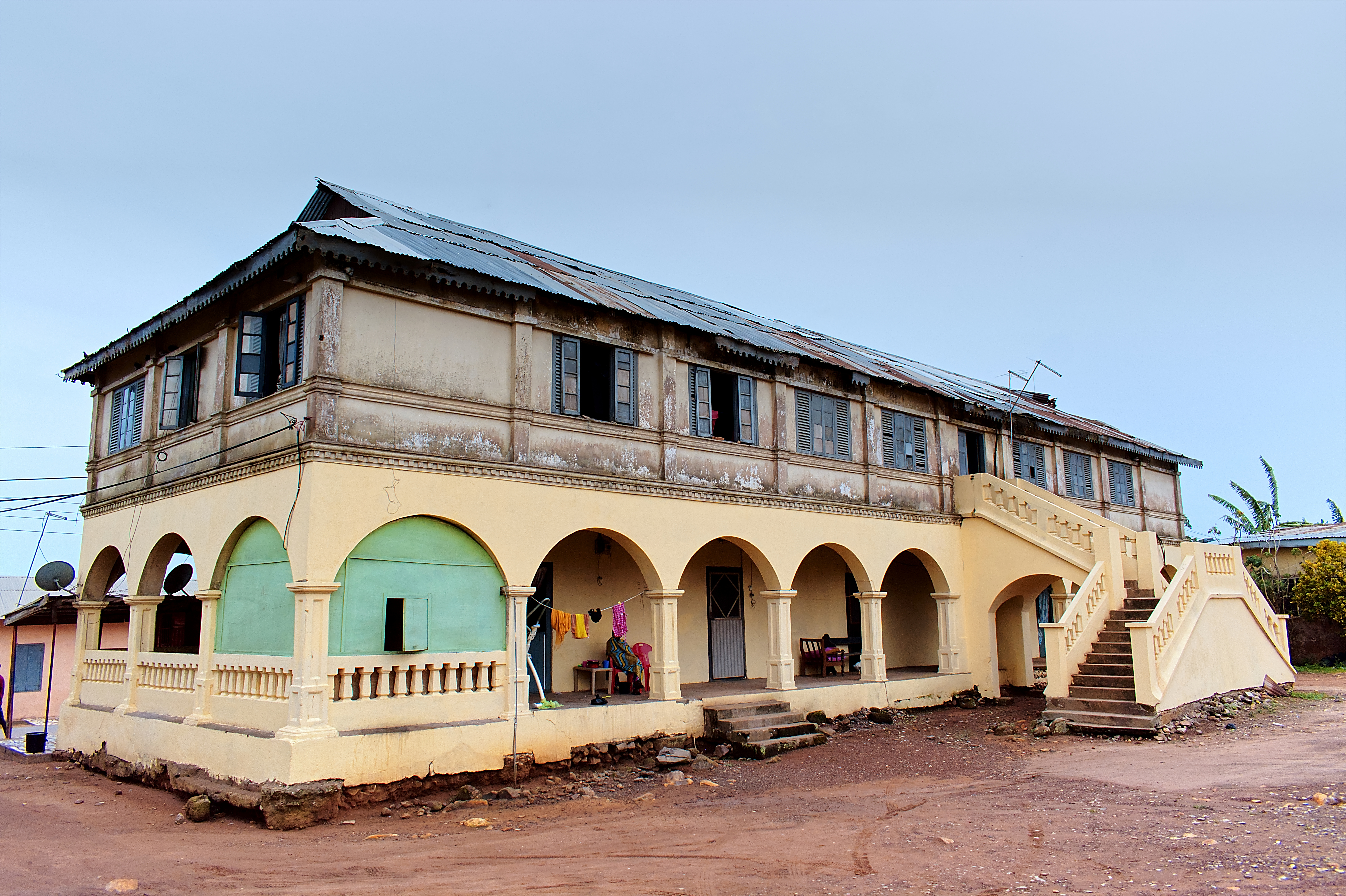
Vieux manoir

Un rapport néerlandais de 1772 incluait le nom Mampo (Mampong) dans ses archives. Cela indique que Mampong a été fondée avant 1772. Le nom Mampong pourrait provenir du village Shai, Mankpon. Une autre tradition indique que les premiers colons, après avoir vaincu une armée d'invasion Asante, se sont déplacés d'une ancienne colonie vers une nouvelle – le quartier du sanctuaire de Damti. En jubilation, ils prononçaient les mots Akan « Yɛabedu ha yi de, yɛapɔn », qui signifie « jusqu'ici tout va bien ! » L'utilisation constante de cette expression a évolué pour devenir Mampong.
La troisième raison probable du nom est le lien que Mampong-Akuapem entretient avec son homologue Asante. Mampong est devenue célèbre lorsque Tetteh Quarshie (en) a planté en 1879 des graines de cacao dans la ville. Il les avait apportés de Fernando Po. Une plantation a été créée dans les années 1890 pour enseigner aux agriculteurs les bonnes méthodes de culture du cacaoyer et d’autres cultures. Les agriculteurs de Mampong sont devenus les pionniers de l’industrie du cacao au Ghana .
Le 7 juillet 2017, le Dr Obadele Kambon, célèbre linguiste, érudit et professeur à l'Université du Ghana à Legon, a été nommé Banmuhene Kyidɔmhene d'Akuapem Mampɔn (orthographié « Akuapim Mampong » dans le reste de l'article). Il est le roi de l'arrière-garde des Banmuhene pour la zone traditionnelle d'Akuapem Mampɔn. Il est la première personne de la diaspora africaine à recevoir cet honneur prestigieux. C'est à la fois un titre/rôle de guerrier et un rôle spirituel .

## Festival
Les habitants de Mampong célèbrent festival Ohum (en) et cette cérémonie a généralement lieu en septembre/octobre. Ohum est l'un des nombreux festivals du Ghana qui attirent des personnes de tous horizons, y compris de la diaspora , .
Depuis de nombreuses décennies, le festival Ohum (en) est un élément essentiel de l'expression culturelle colorée, dynamique et diversifiée du Ghana, rassemblant des personnes de tous horizons pour célébrer les thèmes de la victoire, de la gratitude et de la récolte, dans l'unité. Cependant, avant même qu'Odwira ne fasse partie du paysage culturel du Ghana, elle était depuis longtemps célébrée par les habitants d' Abiriw (en), de Dawu, Ghana (en) et d'Awukugua (en) dans la région de l'Est .
Le festival Ohum est célébré pour marquer le début de la récolte de nouvelles cultures agricoles, tout comme le Homowo des Gas, le festival Ahobaa (en)et le festival Bakatue (en) des Ahantas, et le festival Aboakyer (en)des Awutus et des Afutus, le festival Kundum (en) des Fantes, le festival d'Adae Kese (en)des Ashantis, le festival Hogbetsotso (en) des Anlo (Ewes), le Dambaa des Dagombas et le festival Apoo (en) des Bono et de la région de Bono Est.
Ohum est une ancienne fête traditionnelle du peuple d'Akuapem, en particulier des peuples Larteh Akuapem (en) et Okere, y compris Abiriw qui sont des Guans .

## soins de santé
Akuapim-Mampong est le centre de recherche en phytothérapie (en). Le centre mène des recherches sur l’utilisation de la médecine végétale dans le traitement de diverses maladies.
Il y a également l'hôpital commémoratif Tetteh Quarshie (en) , .

## Lieux remarquables
- Ferme de cacao de Tetteh Quarshie (en) [3].

## Éducation
Mampong compte plusieurs établissements d'enseignement dans toute la ville.
Mampong est également connue pour son éducation spéciale pour les sourds (Mampong Senior Technical School for the Deaf).
Vous trouverez ci-dessous quelques-unes des écoles secondaires de Mampong Akuapem :
- École de démonstration pour les sourds [10], [11], [12];
- Lycée presbytérien, Akuapim-Mampong (en).